# Вошберн (Мејн)
Вошберн (енгл. Washburn) насељено је место без административног статуса у америчкој савезној држави Мејн.

## Демографија
По попису из 2010. године број становника је 997.
| Група             | 2000.    | 2010.       |
| Белци             | 0 (0,0%) | 965 (96,8%) |
| Афроамериканци    | 0 (0,0%) | 0 (0,0%)    |
| Азијати           | 0 (0,0%) | 8 (0,8%)    |
| Хиспаноамериканци | 0 (0,0%) | 5 (0,5%)    |
| Укупно            | 0        | 997         |